# Denis Lathoud
Denis Lathoud (Lyon, Francia; 13 de enero de 1966 – 22 de junio de 2025) fue un jugador y entrenador de balonmano francés que jugó en la posición de lateral izquierdo.

## Carrera

### Club
| Periodo   | Club                  |
| --------- | --------------------- |
| 1984–1992 | Vénissieux Handball   |
| 1992–1994 | USAM Nîmes            |
| 1994–1997 | PSG-Asnières          |
| 1997–1998 | US Ivry               |
| 1998–1999 | Marseille OM 13 CR    |
| 1999–2000 | HBC Villefranche      |
| 2000      | Al Sadd Handball Team |
| 2000–2001 | SSV Forst Brixen      |
| 2001–2005 | SMV Porte Normande    |

### Selección nacional
Jugó para Francia en 164 ocasiones de 1987 a 1996 y anotó 463 goles; fue campeón mundial en 1995, ganó la medalla de oro en los Goodwill Games de 1994 y fue medallista de bronce en Barcelona 1992.

### Entrenador
| Periodo   | Club                                    |
| --------- | --------------------------------------- |
| 2002–2005 | SMV Porte Normande (jugador-entrenador) |
| 2005–2006 | CAPO Limoges                            |
| 2006–2014 | Dijon Bourgogne HB                      |
| 2015–2017 | ES Tunis                                |
| 2019–2022 | Strasbourg Eurométropole Handball       |
| 2023–2025 | US La Crau                              |

## Muerte
Lathoud murió de leucemia el 22 de junio de 2025 a los 59 años.

## Logros

### Jugador
- Liga de Francia de Balonmano (1): 1992
- Copa de Francia de balonmano (2): 1991, 1992
- Pro D2 (1): 1987
- Campeonato Mundial de Balonmano Masculino (1): 1995
- Goodwill Games (1): 1994

### Entrenador
- Liga de Túnez de balonmano (2): 2016, 2017
- Supercopa Africana de Balonmano Masculino (1): 2016

### Individual
- Mejor entrenador de la Pro D2 en 2008/09.